# Acroneuria apicalis
Acroneuria apicalis is een steenvlieg uit de familie borstelsteenvliegen (Perlidae). De wetenschappelijke naam van de soort is voor het eerst geldig gepubliceerd in 2008 door Stark en Sivec.
Het insect heeft een spanwijdte van 27 mm voor het mannetje en 30 mm voor het vrouwtje. Het is geel met bruinzwarte tekening. Ook de vleugels zijn geel met een bruine vleugeltip. De wetenschappelijke naam verwijst naar deze donkere apex. De soort komt voor in Vietnam.